# 22923 Кетрінблер
22923 Кетрінблер (22923 Kathrynblair) — астероїд головного поясу, відкритий 2 жовтня 1999 року.
Тіссеранів параметр щодо Юпітера — 3,635.